# Paectes peculiaris
Paectes peculiaris là một loài bướm đêm trong họ Noctuidae.